# Pontomedusa
Pontomedusa (altgriechisch Ποντομέδουσα) ist in der griechischen Mythologie eine Tochter des Nereus und der Okeanide Doris und somit eine der Nereiden.
Sie wird nur in der Bibliotheke des Apollodor genannt, während sie in den gleichartigen Aufzählungen bei Homer, Hesiod und Hyginus Mythographus fehlt. Als Beischriften von Nereiden tauchen in der griechischen Vasenmalerei die Namen Pontomeda und Pontomedeia auf, die wohl dieselbe Nereide meinen.